# Arcángel
Austin Agustín Santos, né le 23 décembre 1985 dans le Spanish Harlem de New-York, plus connu sous le nom artistique Arcángel, est un chanteur et acteur américain d'origine dominicaine et portoricaine. Il naquit dans la ville de New York, et s'installe finalement à Porto Rico en 2002, dans l'optique de devenir chanteur de reggaeton. Durant son séjour à Porto Rico, il forme, avec Rafael Castillo, un duo, sous le nom de Arcángel y De la Ghetto. Rapidement, le duo finit par produire des œuvres devenant célèbres parmi les adeptes du genre, notamment aux États-Unis et à Porto Rico, comme Agresivo, Sorpresa et Mi fanática au cours des années 2000.
Arcángel commence sa carrière en solitaire avec son premier album CD El Fenómeno, fin 2008. L'album inclut des chansons produites par le label Luny Tunes. On retiendra pour les plus connues Demente bailando et Por amar a ciegas, qui deviendront rapidement succès sur les radios américaines.

## Biographie

### Jeunesse
Arcángel est né le 23 décembre 1985 à New York,, fils de mère dominicaine, Carmen Santos, et de père dominicain. À cette période, sa mère fait partie d'un groupe de musique de merengue dominicain appelé Las Chicas del Can, qui ont été très populaires dans les années 1980 et 1990. Il grandit en écoutant différents genres musicaux, et plus particulièrement le rock, attiré notamment par Robi Draco Rosa, un musicien portoricain et ancien membre du groupe Menudo. Arcángel confie ne pas avoir toujours aimé reggaeton ; il affirme que, bien que ce soit pas son genre musical préféré, c'est plus facile à chanter. Dans les années 2000, Arcángel s'intéresse à de nouveaux genres musicaux, grâce à des artistes comme Tego Calderón et Tempo, qui l'inspirent dans une carrière de rappeur à Porto Rico.
Arcángel se surnomme La Maravilla, depuis l'album de ce même nom. Mais il en possède un grand nombre. Comme Papi Arca, La maravish (maintenant raccourci à La marash), El monarca de los mares navidad, Il a pour habitude de signer oralement la plupart de ses chansons Arcangel pa, ce qui vient de son onomatopée prrra. Depuis sa chanson Feliz Navid II, il crie parfois d'une voix aigüe Woooh. Aussi fréquemment yop (dérivé vulgaire yep, de l'anglais yes)[réf. nécessaire].

### Débuts (2005–2007)
Après avoir emménagé à Porto Rico en 2002, Arcangel décide de se concentrer sur le genre reggaeton, à cette période émergente. Il forme immédiatement le groupe Arcángel y De la Ghetto. Le duo signe alors avec le label du chanteur et compositeur de reggaeton Zion, Baby Records, dirigé par Universal Music Group. Ils chantent également pour Machete Music en 2004 le temps d'enregistrer quelques compilations. Arcángel y De la Ghetto connaissent réellement la popularité en 2006 en participant à la compilation de Héctor « El Father », intitulée Sangre Nueva, avec leur titre à succès Ven y Pegate. Ils participent également à la compilation Mas Flow: Los Benjamins.
Malgré leur réputation et leur activité, Arcángel y De la Ghetto ne sortiront aucun album ensemble. Toutes les productions auxquelles ils participent n'auront qu'été intégrée à des compilations. Ce qui est, en réalité, dû à un conflit avec Baby Records, après qu'ils ont refusé d'intégrer leurs chansons dans l'un de leurs albums. Arcángel affirme avoir investi $150 000 dans la production d'un album, dont le titre était No liberarlo al mercado. Il explique que les pistes ont été diffusées sur Internet Arcángel retente en demandant à Baby Records un budget de $1 000 000 puis, finalement, quitte le label en décembre 2006, pour annoncer qu'il se lance dans une carrière solo et fonder son propre label,.

### Carrière solo et premiers albums (depuis 2008)
Après la séparation du duo, au début de 2007, Arcángel continue à produire en solitaire et enregistre avec de divers interprètes et producteurs dans des mixtapes (compilations) de reggaeton. La plus notable est une compilation récapitulative produite en 2007, Flow la Discoteka 2, produite par le compositeur et producteur DJ Nelson. L'album est un mélange d'artistes en ascension vers la célébrité, et Arcángel y intègre alors la chanson Chica Virtual, qui devient vite l'un de ses titres les plus écoutés, en plus d'être un airplay sur les chaînes de radio d'Amérique latine, et d'arriver 9e au classement Latin Rhythm Airplay, et 22e du Billboard Hot Latin Tracks.
Au début de 2008, Arcángel décide de lancer son album soliste intitulé La Maravilla. Cependant, il doit l'annuler à cause d'une diffusion sur Internet de l'intégralité de l'album au printemps 2008. Il préfère alors les mettre à disposition sur son site web officiel. L'une des chansons extraites de l'album, Pa' Que la Pases Bien, devient rapidement diffusées à la radio latino-américaine, sur les radios urbaines aux États-Unis. L'album inédit fait d'Arcángel le plus populaire des idoles du reggaeton aux États-Unis tout comme à Porto Rico.
Arcángel fonde Flow Factory Inc. en 2008, sa mère devient son manager. Arcángel déclare qu'il est plus facile d'avoir sa mère comme manager, ce qui évite aussi de verser vingt pour cent de l'argent produit de la vente de ses disques à sa maison de disque et son directeur. Arcángel lance enfin son premier album studio, El Fenómeno, à la fin de 2008. L'album comprend des titres produits à la fin de 2007 et au début de 2008, avec DJ Nelson qui fut producteur de Chica Virtual. La moitié de l'album était premièrement prévues pour un album dont la sortie devait avoir lieu au début de 2008. L'autre moitié inclut uniquement des pistes récemment conçues pour cet album, dont l'énorme succès Por Amar a Ciegas, qui n'est pas du reggaeton, mais qui, pourtant, est devenu le tube le plus diffusé sur les stations de radio urbaines aux États-Unis.
À la mi-janvier 2009, Arcángel confie son projet de tournée en Europe pour la promotion de son album, El Fenómeno. Selon les retours, la tournée eut un grand succès. Arcángel peut confirmer que sa tournée comprend de nombreux pays à savoir, l'Allemagne, la France, le Portugal, l'Espagne, l'Angleterre, les Pays-Bas et le Danemark. Après quoi, en avril de 2010, il sort sa mixtape The Problem Child. En 2012, le label Pina Records signe Arcangel  et devient membre d'un collectif appelé La Formula.

## Carrière d'acteur
En 2008, Arcángel joue dans le film Muerte en El Paraíso, qui raconte l'histoire de deux frères qui se lancent dans la musique, mais sont victimes d'une arnaque de deux exécutifs de leur maison de disque. Le film est réalisé par Abimael Acosta et sorti le 5 mars 2008 dans les cinémas choisis. Dans le film, Arcángel interprète Kalil, un des frères qui est nouveau dans cette industrie. Le film est distribué par la compagnie de cinéma indépendante Producciones Nuevo-Enfoque, et produite par Jeancarlo Rodríguez et Doel Alicea.

## Discographie

### Albums studio
- 2007 : La Maravilla.
- 2008 : El Fenómeno.
- 2010 : Optimus A.R.C.A.
- 2013 : Sentimiento, Elegencia y Maldad.
- 2015 : Los Favoritos.
- 2018 : Ares.
- 2019 : historias de un capricornio .
- 2020 : Los Favoritos 2 .
- 2021 : Los Favoritos 2.5.
- 2022 : Sr. Santos.
- 2023 : Sentimiento, Elegancia y Más Maldad.

### Mixtapes
- 2006 : K-Libre
- 2006 : La Factoría del Flow  (avec De La Ghetto)
- 2006 : La Factoría del Flow, Vol.2 (avec De La Ghetto)
- 2007 : The New King
- 2007 : K-Libre: Special Edition
- 2007 : La Factoría del Flow, Vol.3  (avec De La Ghetto)
- 2008 : Captain America
- 2009 : Los Metalicos Old 18+
- 2009 : The Hitmaker
- 2010 : The Problem Child
- 2011 : Optimus A.R.C.A Reborn
- 2013 : Imperio Nazza: Arcángel Edition
- 2007 : La Factoría del Flow, Vol.3
- 2012 : Juntos Por Necesidad Del Genero  (avec De La Ghetto)
- 2015 : El Fenómeno Special Edition

### Singles
- 2006 : Ella Quiere
- 2007 : Chica Virtual
- 2007 : Aparentemente (feat. Yaga & Mackie)
- 2007 : Feliz Navidad
- 2008 : Pa' Que La Pases Bien
- 2008 : Por Amar A Ciegas
- 2009 : Feliz Navidad
- 2010 : Feliz Navidad 2
- 2010 : La Velita (feat. Ivy Queen, Zion and Jadiel)
- 2011 : Mi Voz, Mi Estilo & Mi Flow
- 2011 : Feliz Navidad 3
- 2012 : Me Prefieres A Mí
- 2012 : Guaya - Featuring: Daddy Yankee
- 2012 : Diosa De Los Corazones (feat. RKM and Ken-Y, Zion & Lennox, Arcangel, and Lobo)
- 2012 : Flow Violento
- 2012 : La Formula Sigue (feat. RKM and Ken-Y, Zion & Lennox & Plan B)
- 2012 : Rico Para Siempre
- 2012 : Feliz Navidad 4
- 2013 : Gucci Boys Club
- 2013 : Hace Mucho Tiempo
- 2015 : Flow Cabron (avec Tali)
- 2015 : 50 Sombras de Austin
- 2015 : Como Tiene Que Ser
- 2017 : Po' Encima (avec Bryant Myers)
- 2017 : La Ocasión (avec Ozuna, De la Ghetto et Anuel AA)
- 2017 : La Ocasión Remix (avec Ozuna, De La Ghetto, Anuel AA, Nicky Jam, Farruko, Zion, J Balvin et Daddy Yankee)
- 2017 : Me Acostumbre (avec Bad Bunny)
- 2018 : El Granjero
- 2018 : Original (avec Bad Bunny)
- 2018 : Me Gusta
- 2019 : Te Esperaré
- 2019 : Invicto
- 2019 : Memoria Rota (avec Myke Towers)
- 2019 : Sigues Con Él (avec Sèche)
- 2020 : Hábitos (avec Manuel Turizo)
- 2020 : Sigues Con Él Remix (avec Sech, Romeo Santos)
- 2020 : Mi Testimonio
- 2020 : Video Llamada
- 2020 : Vida Buena Remix (avec Eladio Carrión)
- 2020 : A Correr Los Lakers (Remix) (avec El Alfa "El Jefe", Ozuna, Nicky Jam, Secreto "El Famoso Biberon")
- 2020 : No Hay Amor
- 2020 : Amantes & Amigos (avec Sech)
- 2021 : Payaso
- 2021 : Simulacro
- 2021 : Si Te Veo, (avec Miky Woodz, Jay Wheeler)
- 2025 : Quién Contra Mi
- 2025 : 5 Pa Las 12, (avec María Becerra)

### Collaborations
- 2010 : Golpe De Estado
- 2011 : Armados Y Peligrosos
- 2011 : Camuflaje Remix (avec Alexis & Fido, De La Ghetto)
- 2012 : El Imperio Nazza
- 2012 : El Imperio Nazza: Gold Edition
- 2012 : La Formula
- 2013 : Más Flow 3
- 2015 : Tanto Tiempo (avec Luigi 21 Plus)
- 2019 : Ven Y Hazlo Tú (avec Nicky Jam, J Balvin, Anuel AA).
- 2019 : Si Se Da Remix (avec Myke Towers, Farruko, Sech & Zion).
- 2019 : 105F RMX, (de Kevvo, Avec Myke Towers, Farruko, Darell, Ñengo Flow, Brytiago, Chencho Corleone.
- 2019 : Rasta Barbie Remix (avec Gigolo Y La Exce, Myke Towers, Farruko, El Alfa).
- 2019 : Música (avec Farruko, Myke Towers, Darell, Wisin, Dj Luian, Mambo Kingz).
- 2020 :  La Calle (avec Alex Sensation, Myke Towers, Jhay Cortez, De La Ghetto, Darell).
- 2020 : Dimelo Flow, (avec Pirueta, Myke Towers, Wisin & Yandel, Chencho Corleone)
- 2020 : Oficial (avec Sech, Arcangel, Gigolo y La Exce).
- 2020 : Vida Buena (Remix) (avec Eladio Carrión).
- 2020 : Tócame (avec Anitta, De La Ghetto).
- 2020 : Tú Matas (avec Brytiago, Juanka).
- 2020 : No Se Te Dió (avec Nio Garcia & Casper Magico, De La Ghetto).
- 2020 : Mi Estilo De Vida II (avec Ñejo, Arcangel, Rauw Alejandro, Myke Towers, Miky Woodz, Ñengo Flow, Kenai).
- 2020 : Enemigos Ocultos (avec Wisin, Myke Towers, Ozuna, Cosculluela, Juanka).
- 2020 : Ella Endendio (avec  Yandel, Farruko).
- 2020 : Cara de Buena (avec  Chesca).
- 2020 : Swaggy (avec Alex Rose).
- 2020 : Wow Remix (avec Bryant Myers, Nicky Jam, El Alfa & Darell)
- 2020 : Tussi (avec Justin Quiles, Eladio Carrion, De La Ghetto)
- 2020 : Ella Entendio (avec Yandel, Farruko).
- 2020 : Aparentemente 2, (Avec. De La Ghetto, Yaga & Mackie)
- 2020 : Welcome To San Juan, (Avec. Ky-Mani Marley, Alex Gárgolas, Farruko)
- 2020 : La Curiosidad RMX"Red", (Avec. Myke Towers, Becky G, Jay Wheeler, De La Ghetto, Zion & Lennox, Brray)
- 2021 : Rosas & Pistolas, (Avec. Jay Maly)
- 2021 : En Un Avion, (Avec. Mora)
- 2021 : Me Acostumbre, (Avec. De La Ghetto)
- 2021 : La Boca, (Avec. Farina)
- 2021 : Te Va Bien, (Avec. KEVVO, Becky G, Darell).
- 2021 : Como Si Nah, (Avec. Dalex, Justin Quiles, KEVVO).
- 2021 : Saco De Boxeo, (Avec. Nacho).
- 2021 : Dime Si Tu, (Feat. Anonimus, Nicky Jam, Guaynaa, De La Ghetto & Kevvo).
- 2021 : Montoya, (Avec. Farina).
- 2021 : Qué Bien, (Avec. Farina).
- 2021 : Comas y Ceros, (Avec. Farina).
- 2024 : Acho PR, (Avec. Bad Bunny, De La Ghetto, Nengo Flow).

### Albums iTunes
- 2004 : Arcangel
- 2009 : La Maravilla Finest Hits
- 2009 : Special edition vol.1
- 2010 : La Maravilla, Vol.2

## Filmographie
- 2008 : Muerte en El Paraíso
- 2017 : Colao